# Город удовольствий
«Город удовольствий» (англ. City Of Joy) — фильм режиссёра Ролана Жоффе по одноимённому роману Доминик Лапьер.

## Сюжет
Иногда, чтобы обрести, надо потерять. Молодой врач Макс Лоу (Суэйзи), герой этого фильма, ставший врачом (потому что его отец был врачом), игравший в футбол (потому что его отец играл в футбол), ставший президентом класса (потому что его отец был президентом класса), «теряет» за операционным столом маленькую девочку. Это переполняет горькую чашу терпения его души. Он уезжает в Индию, лишается паспорта и бумажника, его ограбили, сняли и золотой медальон на золотой цепочке, авиабилет забрали под залог в гостинице. Он, кажется, потерял все. В этот же город приезжает со своей женой, дочерью и двумя сыновьями крестьянин, ферму которого забрали за долги. В жестоком хаосе чужого города встречаются врач, потерявший и ещё не осознающий, что он не потерял, а сбросил, и маленький гордый человек. Добрые люди помогают ему стать рикшей. Врач, естественно, находит себя, встретив одинокую женщину, верящую в то, что её маленькая клиника в квартале, населенном беднотой, необходима. Он вернулся к работе, обрел себя, став частью жизни близких ему людей, ибо нет на этой планете чужих. Такими нас делают политики и предубеждения, нежелание обнажить сердце и пойти навстречу, понять. Врач помогает своим новым друзьям бороться против мафиози, обложивших данью тружеников квартала. Его жизнь вновь обретает смысл. Любопытна концовка ленты: «То, что ты не отдал другим, ты потерял» (Хазари Пал).

## В ролях
- Патрик Суэйзи — Макс Лоу
- Ом Пури — Хазари Пал
- Полин Коллинз — Джоан Бетел
- Шабана Азми — Камла Х. Пал
- Арт Малик — Ашок Гхатак